# Walter Serner
Walter Serner, pseudonimo di Walter Eduard Seligmann (Karlovy Vary, 15 gennaio 1889 – Bikernieki, 23 agosto 1942), è stato uno scrittore e saggista boemo di lingua tedesca, nonché esponente del Dadaismo. Il suo manifesto Letzte Lockerung è uno dei testi più importanti del movimento zurighese.

## Biografia
Walter Eduard Seligmann nacque a Karlovy Vary, frenetico centro termale della Boemia, allora entro i confini dell'Impero Austro-Ungarico. Il padre Berthold, ebreo di lingua tedesca, dirigeva insieme al fratello Julius la Karlsbader Zeitung, settimanale di attualità e cultura. La madre Emilie Gerstner era invece una tedesca di fede cattolica. Il giovane Walter dimostrò fin dall'adolescenza un carattere ribelle, frequentando il ginnasio locale con scarsi risultati. Ottenuto il diploma di maturità nel 1909, si convertì al cattolicesimo e cambiò ufficialmente il proprio cognome in Serner.
Trasferitosi a Vienna, si iscrisse alla facoltà di giurisprudenza, frequentando i corsi fino al 1912. Durante il periodo viennese, Serner contribuì al giornale paterno con una serie di corrispondenze, tese a informare i clienti delle terme delle iniziative culturali della capitale austriaca. In questi anni i suoi punti di riferimento culturali furono Karl Kraus e Oskar Kokoschka, delle cui opere riuscì ad allestire un'esposizione nella città natale nel 1911. Nella primavera del 1912, Serner abbandonò l'Università e si trasferì a Berlino, dove entrò in contatto con gli espressionisti tedeschi, tra cui Franz Pfemfert, editore della rivista letteraria Die Aktion, che ospitò diversi articoli dello stesso Serner. Nel maggio dello stesso anno si immatricolò all'Università di Greifswald, dove, con qualche difficoltà, ottenne il titolo di doctor utrisque juris. Terminati gli studi, Serner trascorse gli anni successivi a Berlino (fatta eccezione per un soggiorno a Parigi nell'autunno del 1913).
Nel dicembre del 1914, mentre infuria la Prima Guerra Mondiale, compilò - avvalendosi del suo titolo accademico - un certificato medico fasullo per aiutare l'amico scrittore Franz Jung a fuggire dalla polizia dopo aver disertato il fronte. Proprio a causa di questo certificato, Serner venne indagato per favoreggiamento in diserzione e fu dunque costretto a rifugiarsi nella neutrale Svizzera per fuggire alle autorità berlinesi. A Zurigo collaborò dapprima con una serie di articoli pacifisti alla rivista letteraria "di guerra" Der Mistral, assumendone addirittura la direzione per l'ultimo numero del 26 aprile 1915 a seguito della defezione dei precedenti curatori e fondatori Hugo Kerstner e Emil Szittya. Terminata l'esperienza di Der Mistral, Serner fondò nell'ottobre dello stesso anno una propria rivista mensile di letteratura dal nome Sirius. Alla rivista, oltre al pittore tedesco e amico Christian Schad, collaborarono grandi firme dell'Avanguardia tedesca (tra gli altri, Peter Altenberg, Hans Arp, Theodor Däubler, Max Hermann-Neisse e Else Lasker-Schüler). Tuttavia, dal momento che gli introiti derivati dalla vendita coprivano a malapena i costi di stampa, la rivista Sirius fu costretta a chiudere i battenti. Nel frattempo, pur con un approccio molto critico, Serner cominciò a frequentare le serate del Cabaret Voltaire, avvicinandosi progressivamente al nuovo movimento Dada.
Il primo contributo sostanziale di Serner al movimento giunse solo nel 1918 con il suo manifesto Letzte Lockerung. Sebbene pubblicato nella sua interezza solamente nel 1920, stralci di questo testo programmatico circolavano già nel 1919 nelle varie riviste dadaiste, tanto che il dottor Serner assunse il ruolo di "eminenza grigia" e filosofo del movimento. Il suo impegno per il Dada - che si realizzò con una serie di fake news propagandistiche, oltre che con diverse poesie pubblicate su svariate riviste dadaiste - attirò inesorabilmente l'attenzione delle autorità cantonali, che sospettavano trattarsi di una spia al soldo dei bolscevichi russi. Serner si trasferì dunque a Ginevra, dove insieme all'amico Christian Schad promulgò il suo sforzo per la diffusione del Dada. Nel marzo 1920 organizzò il "Grand Bal Dada" e allestì due esposizioni dadaiste: la prima con opere di Schad e Gustave Buchet, la seconda con opere di Francis Picabia e Ribemont-Dessaignes. Nel frattempo, il leader ormai incontrastato del Dadaismo Tristan Tzara, invitato da André Breton e dai dadaisti francesi, si trasferì a Parigi, spostando di conseguenza l'azione del Dada nella capitale francese. Con Tzara in Francia e i dadaisti tedeschi (tra cui lo stesso Schad) tornati in Germania, Walter Serner rimase totalmente isolato a Ginevra, privo di risorse economiche e assillato da una tremenda noia esistenziale.
Nell'ottobre del 1920 Walter Serner riuscì finalmente a raggiungere Tristan Tzara nella capitale francese. Il dottor Serner venne però marginalizzato da un movimento che era ormai quasi esclusivamente di lingua francese. Amareggiato dalla situazione, dopo appena un mese ruppe i rapporti con Tzara e abbandonò il movimento Dadaista. Nel 1921, Serner lasciò Parigi e cominciò a viaggiare attraverso l'Europa, soggiornando a Napoli, Francoforte sul Meno, Berlino, Firenze, Dresda, Monaco di Baviera, Barcellona e altre città. Durante questi viaggi dette alle stampe una serie di raccolte di "racconti criminali" (Zum blauen Affen, 1921; Der elfte Finger, 1923; Der Pfiff um die Ecke, 1925; Die tückische Straße, 1926) e un romanzo (Die Tigerin, 1925) che ottennero un discreto successo editoriale, nonostante la censura e la messa all'indice delle autorità tedesche per l'igiene morale. In questi anni, Walter Serner scrisse anche una commedia in tre atti dal titolo Posada oder Der Große Coup im Hotel Ritz, la cui prima (e unica) messa in scena a Berlino nel 1927 fu un disastro.
Negli anni Trenta si perdono quasi completamente le tracce di Walter Serner. Nel 1938 sposò Dorothea Herz, una berlinese di origine ebraica, che divenne la sua compagna di viaggi per qualche tempo. Colpito in qualità di ebreo dalle leggi razziali del Terzo Reich, tentò senza successo di espatriare a Shanghai nel 1940. Serner visse insieme alla moglie nel ghetto di Praga, lavorando come insegnante di tedesco, fino al 1942 anno in cui vennero entrambi deportati nel campo di concentramento di Theresienstadt. Nell'agosto dello stesso anno furono entrambi condotti con un convoglio a Riga e da qui a Bikernieki, località nei pressi di capitale lettone, dove vennero fucilati dalle SS naziste. Secondo Andreas Puff-Trojan, il convoglio sarebbe stato invece diretto nei pressi di Minsk, Bielorussia, e i coniugi avrebbero presumibilmente trovato la morte in uno dei Gaswagen nazisti.

## Opere

### Opere singole
- Letzte Lockerung. manifest dada. Hannover / Leipzig / Wien / Zürich: Steegemann, 1920.
- Zum blauen Affen. Dreiunddreißig hanebüchene Geschichten. Hannover: Steegemann, 1921
- Der elfte Finger. Fünfundzwanzig Kriminalgeschichten. Hannover: Steegemann, 1923
- Der Pfiff um die Ecke. Zweiundzwanzig Spitzel- und Detektivgeschichtem. Berlin: Gottschalk, 1925
- Die Tigerin. Eine absonderliche Liebesgeschichte. Berlin: Gottschalk, 1925
- Die tückische Straße. Neunzehn Kriminal-Geschichten. Wien: Dezember, 1926
- Posada oder Der Große Coup im Hotel Ritz. Ein Gauner-Stück in drei Akten. Wien: Dezember, 1926.
- Letzte Lockerung. Ein Handbrevier für Hochstapler und solche die es werden wollen (edizione ampliata), Berlin: Steegemann, 1927

### Raccolte
- Die Bücher von Walter Serner. Kassette in sieben Bänden, Berlin: Steegemann, 1927
- Das gesamte Werk. Band 1-8, 3 Supplementbände, a cura di Thomas Milch, München: Renner, 1979-1992
- Gesammelte Werke in zehn Bände, a cura di Thomas Milch, München: Goldmann, 1988

### Opere tradotte in italiano
- La tigre: una strana storia d'amore, introduzione e traduzione di Elvira Lima, Roma, Elliot, 2015, ISBN 978-88-6993-007-2.
- Manuale per aspiranti impostori. Un manifesto dadaista, a cura e con un'introduzione di Silvia Ulrich, traduzione di Mattia Carli, Roma, Del Vecchio 2021, ISBN 9788861101869.